# Peter Fridh
Jan Peter Fridh, född 20 april 1962 i Lomma i Skåne, är en svensk skådespelare.

## Filmografi
- 1991 – Aaaahh
- 1993 – En sån rar rumpa
- 1996 – Mysteriet på Greveholm (TV-serie)
- 1997 – Änglarna sover (TV-serie)
- 1998 – Dolly & Dolly (TV-serie)
- 2005 – Wallander – Mastermind
- 2007 – Mia och Klara (TV-serie) (gästroll)
- 2011 – Den sidste rejse
- 2012 – Mysteriet på Greveholm – Grevens återkomst (TV-serie)
- 2014 – Leif Uppfinner AB (TV-serie)

## Teater

### Roller (ej komplett)
| År   | Roll           | Produktion                               | Regi             | Teater           |
| ---- | -------------- | ---------------------------------------- | ---------------- | ---------------- |
| 1996 |                | Det är långt till Mars Mats Arne Larsson | Gustaf Appelberg | Teater 23        |
| 2003 | Roger Lindgren | Var är Zlatan? Anders Albien             | Anders Albien    | Halmstads Teater |
| 2006 |                | Asiat i spa't Anders Albien              | Anders Albien    | Halmstads Teater |